# Hans Goebbels
Johann „Hans“ Friedrich Goebbels (* 25. Januar 1895 in Rheydt; † 13. August 1947 in Katzenelnbogen) war ein deutscher Manager und führendes Mitglied der SA.

## Herkunft und Kindheit
Goebbels war der zweitälteste Sohn von Friedrich Goebbels, genannt Fritz, (1867–1929) und Maria Katharina, geb. Odenhausen (1869–1953). Sein um zwei Jahre jüngerer Bruder war der Reichspropagandaminister Joseph Goebbels. Mit ihm und seinen Geschwistern Konrad, Elisabeth (1901–1915) und Maria Katharina (1910–1949), später verheiratet mit dem Drehbuchautor und Filmregisseur Max W. Kimmich, wuchs er in einem katholischen Elternhaus auf.

## Schule und Ausbildung
Er besuchte die Oberrealschule und machte danach eine Ausbildung als Versicherungskaufmann bei einer Mönchengladbacher Feuerversicherungsanstalt. Im Anschluss spezialisierte er sich in Bern auf Rückversicherungsfragen und wechselte 1914 zu einem Versicherungsunternehmen in Köln.

## Soldat im Ersten Weltkrieg und Kriegsgefangenschaft
Im Mai 1915 wurde Goebbels als Soldat in den Ersten Weltkrieg eingezogen und im Juni 1916 von französischen Truppen gefangen genommen. In französischer Kriegsgefangenschaft verblieb er bis Januar 1920. Seitdem litt er unter einer schweren Nierenerkrankung. Sein Bruder Joseph schrieb später: Er brachte „Haß mit und Kampfgedanken.“

## Karriere
Zum 1. November 1929 trat Goebbels der NSDAP bei (Mitgliedsnummer 160.449).
Im Mai 1933 übernahm er die Führung des Allgemeinen Verbandes der Versicherungsangestellten. Im Juni ernannte der Landeshauptmann der Rheinprovinz Hans Goebbels zum kommissarischen Generaldirektor der Provinzial-Feuerversicherungsanstalt der Rheinprovinz und der Provinzial-Lebensversicherungsanstalt der Rheinprovinz mit der Befugnis, ehrenamtliche persönliche Referenten zu berufen. Dieses Amt soll mit einem Jahresgehalt von 50.000 RM (entspricht heute etwa 279.000 EUR) dotiert gewesen sein.
Ab Oktober 1933 war Goebbels Generaldirektor und Betriebsführer der Provinzial Feuer- und Lebensversicherungsanstalten der Rheinprovinz. Außerdem war er Staatsbeauftragter bei der Landesversicherungsanstalt der Rheinprovinz.
Mitte Mai 1934 berief die Reichsbetriebsgemeinschaft für Banken und Versicherungen Hans Goebbels zu ihrem stellvertretenden Leiter
Im Februar 1935 wurde Goebbels in den Ausschuss für Versicherungswesen der Akademie für Deutsches Recht berufen. Seine steile Karriere wurde im Ausland wie folgt kommentiert:

„Die Brüder der großen Männer machen im Dritten Reich rasch Karriere. Sie brauchen nicht besonders tüchtig zu sein, es genügt, daß sie Brüder sind. Den klassischen Fall sozusagen stellt Herr Hans Goebbels, der Bruder des Propagandaministers, dar. Vor der Aufrichtung des Dritten Reiches war er ein einfacher Versicherungsagent, aber der Nationalsozialismus beherrschte das Deutsche Reich noch keine zwei Jahre lang, als er bereits die stattliche Gage eines Generaldirektors der Provinzial-Feuer- und Lebensversicherungsanstalten der Rheinprovinz in Düsseldorf bezog.“

Am 15. Juli 1938 wählte die Ostmark-Versicherungs-A.G. Hans Goebbels zum ersten Vizepräsidenten (Präsident war Anton Reinthaller). Kaum ein Jahr später wurde er stellvertretender Direktor des Aufsichtsrats; dieses Amt legte er am 31. März 1941 nieder.
Zusammen mit dem Gauleiter der NSDAP in Pommern, Franz Schwede-Coburg, setzte er sich für die Verstaatlichung der deutschen Versicherungswirtschaft ein.
Goebbels war seit dem 9. November 1942 SA-Oberführer.

## Kriegsende und Tod
Kurz vor Kriegsende beauftragte er die Oberin in der Essener Lungenheilstätte Holsterhausen mit der Vernichtung des inzwischen in seinen Besitz gelangten Nachlasses seines Bruders Joseph. Im April 1945 wurde Hans Goebbels festgenommen.
Hans Goebbels starb am 13. August 1947 im französischen Internierungslager in Katzenelnbogen in der französischen Besatzungszone an einer Blutvergiftung.

## Rechtsstreit
Über den Nachlass kam es 1956 zu einem Rechtsstreit zwischen der Nichte der Oberin, die sich diesen angeeignet hatte, und dem Verleger François Genoud. Der Fall endete vor dem Bundesgerichtshof, wo er zu einer Grundsatzentscheidung zu Herausgabeansprüchen bei gutgläubigem Erwerb führte.